# Trận Anderson
Trận Anderson là một trận giao tranh nhỏ trong Nội chiến Hoa Kỳ, diễn ra ở quận Anderson, South Carolina vào ngày 1 tháng 5 năm 1865. Trận này là một trong những cuộc xung đột cuối cùng của cuộc chiến, diễn ra ba tuần sau khi Robert E. Lee đầu hàng Ulysses S. Grant tại Appomattox Court House. Địa điểm chính xác của trận đánh này vẫn chưa được biết, nhưng nó chắc chắn diễn ra ở quận Anderson. Một số sử gia tin rằng trận đánh diễn ra gần I-85 và Nhà thờ Giám lý Shiloh hiện nay ở khu vực Piedmont. Trận đánh này được phục dựng vào tháng 4 hàng năm. Đến năm 2020, nó đã được phục dựng tới 17 lần.

## Trận đánh

### Mở đầu

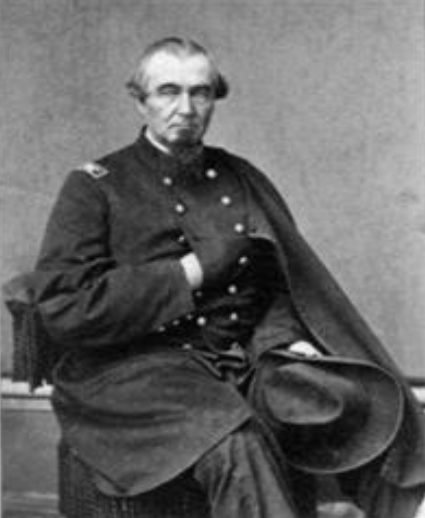
Chuẩn tướng Liên bang Simeon B. Brown

Ngày 27 tháng 4, Tướng Liên bang George Stoneman ra lệnh cho ba lữ đoàn, tổng cộng 3.700 người, hành quân từ Asheville xuôi theo sông Saluda đến Belton hoặc Anderson, và cuối cùng tiến đến Augusta để truy lùng tổng thống Liên minh miền Nam Jefferson Davis. Sau khi Stoneman đưa ra những mệnh lệnh đó, ông liền rời đi quay về tổng hành dinh chính của mình đóng ở Knoxville. Ông chỉ để lại một số đơn vị dưới quyền chỉ huy của Simeon B. Brown.

### Chiến sự

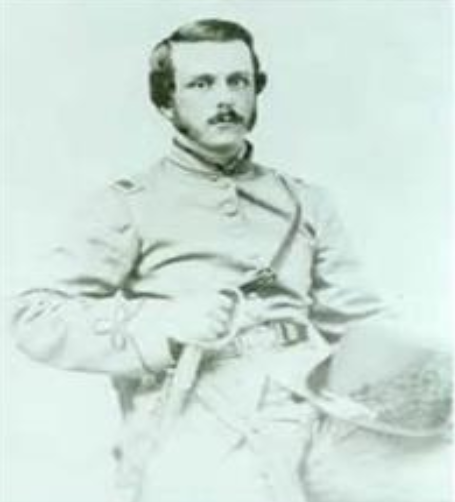
William McKenzie Parker

Ngày 1 tháng 5, quân Liên bang đã đặt chân đến quận Anderson. Sau khi quân đội Liên bang đến đây, họ bèn cướp phá nhà cửa và cơ sở kinh doanh trải dài từ Pendleton đến Anderson. Họ thậm chí còn cướp bóc và tiêu hủy 300 chai rượu. Khi ở Anderson, binh lính Liên bang đã giết chết một thiếu niên tên là William McKenzie Parker sau khi anh ta dám chĩa súng vào những người lính. Quân đội Liên bang cũng treo cổ hai người tên gọi là Henry Winthrop và A.P Carter.
Cuối ngày hôm đó, một nhóm học viên sĩ quan Liên minh từ Học viện Quân sự Nam Carolina đã kéo tới tấn công quân đội Liên bang. Toán quân Liên minh này đã đánh lui một nhóm nhỏ binh lính Liên bang đang có ý định đốt một cây cầu đường sắt trên sông Saluda. Trong lúc đó, một số kỵ binh của Liên bang bị một nhóm binh sĩ Liên minh đến từ Pendleton phản công. Nhờ chiến thắng của quân Liên minh, một người đàn ông tên là Daniel Brown, đang sắp sửa bị quân đội Liên bang hành quyết, đã được giải cứu kịp thời.

### Hậu quả
Ngày 2 tháng 5, quân đội Liên bang công khai tra tấn ba người đàn ông, hy vọng họ có thể tiết lộ vị trí của số vàng mà theo lời đồn vốn thuộc về phe Liên minh. Cũng trong ngày 2 tháng 5, một nhóm khác gồm 2.050 binh sĩ Liên bang đã đến nơi đây. Tuy vậy, Quân đội Liên bang ở Anderson không thể tóm nổi Jefferson Davis. Davis đã đầu hàng trước đó và bị bắt sống ở Georgia vào ngày 10 tháng 5.